# Franciscanes Missioneres de la Nativitat de Nostra Senyora
Les Germanes Franciscanes Missioneres de la Nativitat de Nostra Senyora, conegudes popularment com a Darderes, són una congregació religiosa femenina dedicada a l'assistència sanitària.

## Història
El 19 d'octubre de 1599 es fundà a l'església de Betlem de Barcelona la Congregació de Cavallers de la Nativitat de Nostra Senyora, confraria benèfica de laics, d'espiritualitat mariana, que volia ajudar els malalts i necessitats d'hospitals i presons de la ciutat. Al segle xviii, el cirurgià guixolenc Francesc Darder i Barrich, metge a l'Hospital de la Santa Creu i membre de la congregació, hi observà que l'atenció a les dones era molt marginal per manca de personal, i en el seu testament, establí la constitució d'una associació de dones seglars que, sense emetre vots religiosos, atendrien les malaltes, rebent a canvi allotjament i manutenció en la casa llegada, a càrrec de l'administració de l'hospital, iniciada poc després de la seva mort, el 29 d'agost del 1731. La primera comunitat de la causa pia de senyores s'instal·là a la Casa Darder el 7 de setembre del mateix any, i fou dirigida per un jesuïta, el pare Pasqual, que n'havia redactat els estatuts. Les germanes de la causa pia començaren a rebre el nom popular de Darderes, i reberen altres llegats similars, com el de Josep de Llupià (1787). Aquell mateix any, la junta de l'hospital les encarregà de la cura de totes les dones malaltes de la institució.
La fundació de la congregació de les Germanes Hospitalàries de la Santa Creu el 1792 va relegar el paper de les Darderes a l'hospital, quedant limitades a l'atenció dels malalts mentals, i durant la Guerra del Francès en foren expulsades, després de la qual hi tornaren, però en un nombre petit. Arran de l'epidèmia de còlera de 1854, la jove Isabel Ventosa i Roig començà a tenir cura dels malalts i altres pobres, en un moment que no hi havia prou recursos per atendre'ls. Dos anys després, per continuar la seva vocació, entrà en la Causa Pia Francesc Darder. Arran de la Desamortització de Madoz, aquell mateix any el govern espanyol confiscà els seus béns i les associades deixaren de treballar a l'hospital; llavors hagueren de guanyar-se la vida tenint cura de malalts a domicili i passaren a dependre de la diòcesi de Barcelona. Isabel fou nomenada superiora de la comunitat i tingué una destacada actuació en l'assistència a les víctimes d'una nova epidèmia de còlera que assolà Barcelona el 1885.
El 1882 començaren a portar hàbit religiós i a dur vida comuna, sense ser una congregació religiosa, prenent el nom de Germanes de la Nativitat de Nostra Senyora de Betlem. L'acció de Ventosa per a transformar l'associació en institut religiós tingué un primer reconeixement quan el 1883 fou acceptat el seu ingrés dins el Tercer Orde Regular de Sant Francesc. Les primeres constitucions foren redactades el 1894 pel bisbe de la Seu d'Urgell, Salvador Casañas i Pagès, i foren aprovades l'11 d'abril del 1896, un any després de la mort de la fundadora, pel bisbe Jaume Català i Albosa, prenent el nom de Terciàries Franciscanes de la Nativitat de Nostra Senyora. El 1907 foren agregades a l'Orde de Sant Francesc, i el 1909 arribà l'aprovació pontifícia provisional arribaria i la definitiva el 1914. A partir de 1961, amb la renovació dels estatuts, prengué el nom de Franciscanes Missioneres de la Nativitat de Nostra Senyora.
De 1914 a 1977 les Germanes Darderes prestaren els seus serveis a l'Hospital d'Infecciosos de Barcelona, actual Hospital del Mar.